# Рудолф Балог
Рудолф Балог (мађ. Balogh Rudolf) (1. септембра 1879. године, Будимпешта, Аустроугарска —  9. октобра 1944, Будимпешта, Краљевина Мађарска) био је мађарски фоторепортер и један од најпознатијих мађарских фотографа.
Са фотографијом је поћео да се бави као 14-годишњак, када је себи купио прву камеру. Неко време је студирао фотографију у Бечу, од 1902 . године, радио је као фотожурналист у Будимпешти. Балог је отворио свој први портретни студио 1912. године, иако му сликање портрета није било омиљено. Познат је постао по ноћним сликама града. Током Првог светског рата, као члан чете војне фотокореспонденце направио је више од 10 тусућа фотографија (Италијански фронт).
После рата Рудолф Балог се вратио својој струци фоторепортера. Теме за своје репортаже тражио је у животу обичних људи и природи Мађарске. Балог је познат као један од твораца и представника такозваног "Мађарског стила" у фотографији.
Врхунац своје каријере доживео је 1930-их година. То време забележен је раст интересовања за фотографисање на терену (фоторепортаже). Због свога стила фотографије Балог је постао популаран у целом свету. У 1938. години радио је репортажу Југославије за Национално географско друштво. Фоторепортажа из Југославије је направила добар утисак код главног уредника магазина, који је позвао Балога да ради за њих у САД. Фотограф је посао одбио. Током Другог светског рата, 1944,  године значајан део његових дела је уништен током бомбардовања. Неке фотографије се данас чувају у Музеју мађарске Фотографије, у другим музејима широм света и у приватним колекцијама.
1992 . године основана је мађарска награда за фотографију која носи његово име.